# Halloween d'enfer
Halloween d'enfer (When Good Ghouls Go Bad) est un téléfilm américain réalisé par Patrick Read Johnson, inspiré d'une histoire de R.L. Stine et diffusé le 21 octobre 2001 sur Fox Family.

## Synopsis
Danny, 12 ans, emménage à Walker Falls, une petite ville du Minnesota, avec son père à peine divorcé et son oncle Fred. L'adolescent, qui se fait une joie de fêter Halloween, apprend rapidement qu'il ne pourra pas, comme tous les ans, porter son traditionnel costume. Une malédiction plane sur la ville et restreint en effet toutes             les festivités. Fred, victime d'un accident, meurt brutalement. Il revient néanmoins sous la forme d'un gentil zombie pour aider son neveu à faire face à des revenants aux ambitions moins amicales...

## Fiche Technique
- Titre original : When Good Ghouls Go Bad
- Titre français : Halloween d'enfer
- Réalisation : Patrick Read Johnson (en)
- Scénario : Patrick Read Johnson et John Lau, d'après R.L. Stine
- Musique : Christopher Gordon
- Photographie : Brian J. Breheny
- Casting : Holly Powell
- Montage : Robert Gibson
- Costumes : Paul Warren
- Production : Jane Stine, Joan Waricha
- Société de production : Fox Television Network
- Pays : États-Unis
- Durée : 93 minutes
- Dates de premières diffusions :
  - États-Unis : 21 octobre 2001 sur Fox Family
  - France : 28 octobre 2006 sur Syfy

## Distribution
- Christopher Lloyd : oncle Fred Walker
- Joe Pichler : Danny Walker
- Tom Amandes : James Walker
- Roy Billing (en) : maire Churney
- Brittany Byrnes : Dayna
- Jose Element : Mike Kankel
- Imelda Corcoran : Taylor
- Craig Marriott : Ryan Kankel
- Louise Fox : Miss Vanderspool
- Rhonda Doyle : Mrs. Churney
- Nathy Gaffney : Mrs. Kankel
- Brendan McCarthy : Curtis Danko
- Alan Flower : Ed